# 倫敦週末電視
倫敦週末電視（英語：London Weekend Television，LWT）是大倫敦地區和伦敦周围各郡在週末的獨立電視網（ITV）特許經營權持有者之一，其播出時間是自禮拜五下午5點15分（1982年之前是晚間7點開始）至禮拜一早晨6點 。1968年至1992年，倫敦週末電視和泰晤士電視（負責週一至週五）是倫敦的兩家獨立電視網特許經營權業者。1993年至2002年，卡爾頓電視取代泰晤士電視，成為倫敦地區另一家獨立電視網特許經營權持有者。倫敦週末電視和卡爾頓電視共享攝影棚及播出設施。
和大多數ITV區域特許經營權公司一樣，倫敦地區週末的特許經營權現由獨立電視公司持有。Ofcom在2015年更新了未來10年倫敦週末的ITV特許經營權，且仍將週末和平日的特許經營權分開發放。但兩者在播出時沒有任何區別。倫敦週末電視和卡爾頓電視現在均以ITV倫敦名義運行，但Ofmon上倫敦週末的特許經營權名稱仍是「LWT」。倫敦週末電視現在在公司註冊處上被列為休眠公司。

## 早期歷史

### 創立
倫敦電視聯盟（The London Television Consortium，LTC）由當時倫敦平日ITV業者麗的主持人大衛·弗羅斯特創建。三位前BBC成員和麗的的節目總監亦加入了該機構。該機構在其的申請計劃中承諾將播出各種高雅藝術和戲劇節目，並因此獲得監管機構獨立電視局（ITA）的關注，被認為可解決皮爾金頓報告對商業電視的批評。ITA對商業電視節目內容低俗的批評十分在意。而LTC的計劃被ITA認為將成為BBC的優質教育節目的有力競爭者，因此對LTC的計劃青睞有加。LTC後更名為倫敦週末電視（LWT），並在1967年獲得倫敦週五晚上7時之後及週六、週日的ITV特許經營權。由於倫敦週末電視和工會之間的爭議未能解決，在開播當天的1968年8月2日開播15秒之後，技術人員就開始罷工，導致屏幕一片空白。一項緊急服務從ATV在倫敦的播出中心送出訊號。

### 瀕臨崩潰
由於在晚間播出斯特拉文斯基的音樂劇、法國導演尚盧·高達的前衛劇、向比利時歌手雅克·布雷爾致敬的音樂節目等高雅節目，LWT陷入收視低迷。觀眾在週六晚間的黃金時段更傾向收看BBC1的節目。其它ITV成員台亦因低收視率而拒絕播出LWT的節目。倫敦地區的平日ITV業者採取「以鄰為壑」策略，對廣告價格大打折扣，以吸引廣告主在泰晤士電視播出廣告。
這一情況在1968年9月9日的電視網節目委員會會議上達到頂點:40。當時電視網節目委員會主席是ATV總經理盧·格瑞德。他在會議上聲稱「我因為知道自己厭惡的東西而取得商業成功，而我知道我厭惡大衛·弗羅斯特」。當時弗羅斯特也在場，但並沒有其他人反對LWT的節目政策:382。
1969年9月，LWT創始成員之一的邁克·皮考克（Michael Peacock）被解聘。同時有6名高管從LWT辭職。ITA表示LWT的特許經營權必須維持。由於LWT的危機狀況惡化，一些員工在ITA辦公地點外展開抗議。一份有800人署名的請願書提交至ITA，要求調查LWT的危機。ITA開始制定LWT倒閉時的應急計劃，國會議員亦在議會提出問題。同時泰晤士電視開始詢問一份全週7日契約的可能性，但很快被ITA拒絕。1970年11月，英國通用電氣公司從LWT撤資，將其持有的7.5%股權出售給鲁伯特·默多克的英國新聞集團。1970年12月，默多克為LWT注資50萬英鎊，在LWT的股權增加至30%。1971年年底，默多克持有的股權更增加至39.7%。
1971年2月，鲁伯特·默多克成為LWT總經理。同時湯姆·馬格里森離開公司。他聲稱「我和鲁伯特之間並沒有個人糾葛，但一艘船不能由兩個人掌舵」。他曾相信默多克僅會成為非執行董事，但顯然默多克的目標不止於此。
默多克開始重組LWT，但在數週內有五位董事會成員辭職。由於法律禁止外國人擁有ITV特許經營權，ITA對默多克購買LWT股權的行為表示不快。ITA擔心默多克同時成為電視台和報紙的大股東，要求默多克辭去LWT董事長職務。1971年3月9日，BBC節目主持人約翰·弗里曼成為LWT新的董事長兼總經理。他表示「我預期人們會覺得我需要檢查自己的頭腦是不是出了問題，但是我覺得接受這個人物。公眾應該看到他們想看到的節目，這意味著你必須兼顧少數派和多數派的利益」。弗里曼明確表示希望不受默多克的干涉，完全掌控公司。
在5月初，弗里曼重新任命西里爾·貝貝特（Cyril Bennett）掌管節目。許多1967年時的創始成員再次加入公司。但LWT還是受到默多克所有報紙的影響。和更高雅且自由主義的泰晤士電視相比，LWT被認為更加大眾且保守。和弗羅斯特及皮考克構想的BBC2式的節目相去甚遠。LWT的收視率亦取得增加。1975年，LWT贏得了七項英國電影學院獎，超過其它ITV成員台的總和。

## 經營改善

### 1970年代
LWT的財務狀況得到改善，亦得以投入更多資金用於節目製作。1972年，LWT開始播出《週末世界》節目。該節目是一個在週日中午播出的新聞節目，由記者彼得·傑主持。1974年，泰晤士電視的節目總監布萊恩·特斯勒加入LWT。1974年秋季，LWT斥資375萬英鎊，向BBC發起挑戰，推出了眾多新節目，將其利潤提升至近400萬英鎊。
1976年5月，LWT設了了名為LWT控股（LWT (Holdings) Limited）的新公司，使得公司得以拓展新業務。LWT董事長兼總經理約翰·弗里曼表示，該公司可謂LWT帶來不同來源的收入，使LWT部分免受廣告收入波動的影響。同月弗里曼辭去了總經理職務。董事會任命由布萊恩·特斯勒（Brian Tesler）繼任總經理。1977年2月，邁克·格瑞德成為LWT新的節目總監。
1978年11月，新聞集團出售了其持有的部分股權，在LWT的股權從39.7%減少至25%。同時LWT被股東警告稱其在節目製作上的巨額費用減少了其增加利潤的機會。新聞集團在1980年3月13日出售了其持有的25%股權，結束了默多克和LWT的關係。
1979年的ITV罷工給LWT帶來重創。1979年11月，LWT認為其在罷工期間損失約20萬英鎊。1980年4月的中期報表提到LWT的利潤減少了200萬英鎊。11月時，LWT雖然營業額從7,050萬英鎊增加到8,050萬英鎊，但利潤和前一年大致相同。

### 1980年代
LWT在1982年迎來了第一次特許經營權競標，並成功延續特許經營權。1982年1月，約翰·比爾特成為LWT新的節目總監。巴瑞·考克斯（Barry Cox）成為新聞部門的負責人。比爾特對節目表進行全面改編，以實現收視率最大化，其措施包括將一些小眾節目移出黃金時段。他批評ITV成員台在本地節目和深夜節目上耗費太多資金，導致兩個之間的節目製作費不足。而這對LWT不利，因為其每週僅有兩天半的播出期間。
1983年，比爾特發表了一份文件，提議每年在黃金時段增加5,000萬英鎊的節目製作費，並削減宗教、藝術和新聞節目，以提供經費。他聲稱這一提議的理由是ITV75%的收入來自黃金時段，但黃金時段卻有很多低收視節目，這降低了ITV的收入。且和其他ITV業者相比，LWT受此的損害更大。比爾特認為LWT和其他業者應該將其公共廣播服務轉移到新開播的第四台。
LWT最後在1985年找到了解決方案。當時LWT和TVS達成協議，後者希望ITV電視網能播出更多自製的節目。然而由於TVS並非ITV五巨頭之一，其在電視網節目委員會缺乏影響力。在格雷格·戴克擔任節目總監後，TVS開始淡化其最初的以小眾藝術和科學節目為主的節目理念，開始製作更多娛樂節目。這一協議令LWT不必增加製作費就能用更多國產節目填充節目表，而TVS能將更多自製節目在ITV電視網播出。1987年4月，格雷格·戴克從TVS跳槽至LWT。格雷格在1978年曾為LWT工作，後在1983年跳槽至TV-am，1985年跳槽至TVS。
作為削減成本的一部分，曾有提議建議LWT可以成為一個「委託」機構（類似第四台），將其節目製作業務出售給新公司，以加強競爭力。但這一計劃後在1988年初廢除。格雷格·戴克解釋稱：「用不到一年的利潤完全重組生意是個好交易，我能接受」。另一變化是令製作部門成為利潤來源。

### 1990年代及併購

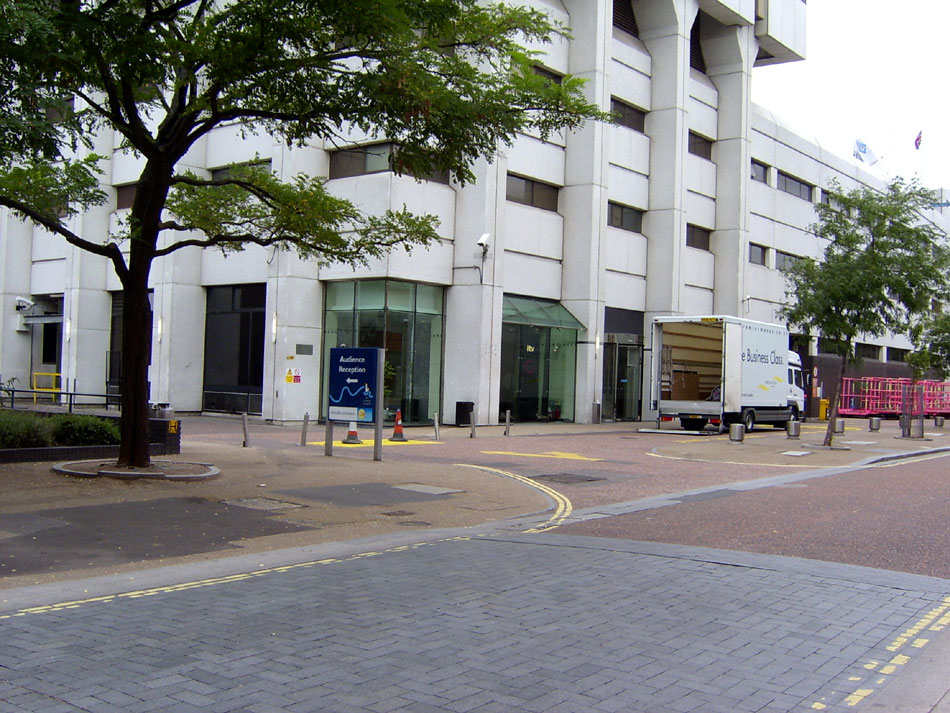
LWT的總部倫敦攝影棚，後成為獨立電視公司總部至2018年4月

1990年，LWT成立了ITV第二家銷售公司Laser Sales，以處理自身和TVS的廣告銷售業務。《1990年廣播法》改編了ITV特許經營權的決定方式，從「質高者得」變為「價高者得」。出價最高的申請者將獲得特許經營權。由於反對新的競標方式的聲浪日益升高，LWT曾威脅抵制特許經營權競標。其主席克里斯多弗·布蘭德聲稱「我們的節目足以在衛星電視上成功」。LWT和泰晤士電視為競標耗資4,300萬英鎊，而衛星電視僅需要200萬英鎊。LWT否認其試圖敲詐政府，但承認一些大型特許經營者威脅抵制的行為可能讓政府重新考慮。
對「價高者得」方式的爭議令招標過程引入了「品質門檻」。若投標價格被認為過高，則該投標可能被拒絕。若現任特許經營者的節目被認為足夠好，則即使有其它出價更高的競標者，也可能選擇現任業者。而正是「品質門檻」幫助LWT以每年750萬英鎊的價格保住了倫敦週末時段的獨立電視特許經營權（其對手出價3,600萬英鎊）。而倫敦平日時段的獨立電視業者泰晤士電視則因出價不敵卡爾頓電視而失去ITV特許經營權。LWT和卡爾頓建立了良好的關係，兩者共享訊號發射設施和攝影棚等眾多設施，並且共同建立了一個聯合新聞服務倫敦新聞網，製作倫敦的地區新聞節目。
1993年開始，LWT的低競標費用令其魅力凸顯，吸引其它業者試圖併購。最初LWT的運營經理格雷格·戴克（Greg Dyke）有意以LWT為平台收購其它公司，以建立一個統一的ITV。1993年12月6日，西北英格蘭的ITV特許經營業者格拉納達電視出價6億英鎊，對LWT發起敵對式併購。LWT試圖通過併購約克郡電視和蘇格蘭電視台以避免被收購。一周之後，LWT和格拉納達之間爆發罵戰。格拉納達聲稱LWT和約克郡電視之間的協議是「亡命之徒拼湊出的產物」。亦有新聞暗示如果LWT持續試圖併購約克郡電視，則格拉納達可能和盎格利亞電視結盟，併購泰恩提茲電視。在新年之夜，格拉納達的開價提高到6.58億英鎊。
1994年1月7日，約克郡電視和泰恩提茲電視之間的合併談判破裂。而盎格利亞電視亦退出聯盟，導致LWT無法併購約克郡電視。1994年2月7日，格拉納達再次提高價碼至7.74億英鎊，但LWT董事會再次拒絕。1994年2月25日，LWT接受了格拉納達的7.7億英鎊報價。格雷格·戴克和克里斯多弗·布蘭德因此離開LWT。

### ITV倫敦
2001年，卡爾頓和格拉納達兩家公司已經控制了英格蘭和威爾斯全部ITV特許經營權業者。2002年，兩家公司同意各區域的ITV品牌統一為ITV1。LWT在2002年10月27日最後一次以獨立品牌的名義播出。此後LWT和卡爾頓電視在運營上合併為ITV倫敦，提供一周七天完整的服務。2004年2月，格拉納達和卡爾頓合併為獨立電視公司。

## 攝影棚

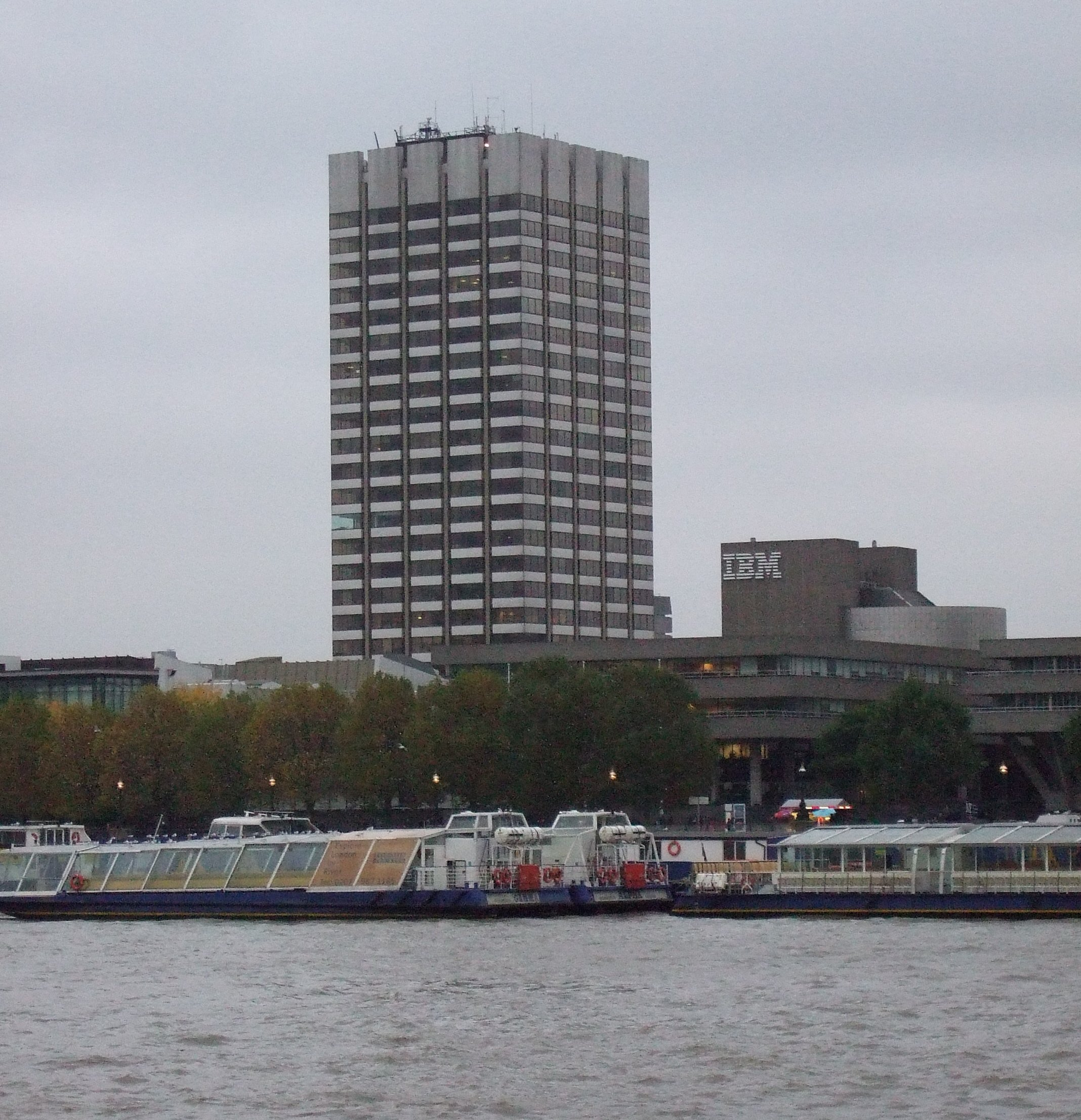
自泰晤士河對岸望倫敦攝影棚

LWT最初在聯合-麗的的溫布利攝影棚製作節目。1972年，LWT位於倫敦泰晤士河南岸的總部啟用。這一建築最初名為南岸電視中心（South Bank Television Centre），包括一座名為肯塔大廈（Kent House）的塔樓，是當時歐洲最佳的彩色電視攝影棚。1992年，該建築更名為倫敦電視中心（London Television Centre），並且在2018年之前是獨立電視公司主要節目中心。

## 外部連結
- itv.com上《ITV London 》的資料
- LWT ident parade （页面存档备份，存于）, YouTube
- The Ultimate LWT Website (unofficial) History of London Weekend Television and downloadable video clips.
- ScreenOnline: London Weekend Television （页面存档备份，存于） A history from the British Film Institute
- LWT at TV Ark
- Original LWT animated black and white logo, mid-1969 （页面存档备份，存于） (Requires Macromedia Flash version 4 or later).
- Original LWT new first animated colour logo, late 1969 （页面存档备份，存于） (Requires Macromedia Flash version 6 or later).
- Original animated old LWT "River" logo of 1971 （页面存档备份，存于） (Requires Macromedia Flash version 6 or later).
- Original animated ending LWT start logo of 1978 （页面存档备份，存于） (Requires Macromedia Flash version 4 or later).
- London Weekend Television Label, Discodogs （页面存档备份，存于）